# Södermanlands runinskrifter 288
Sö 288, Södermanlands runinskrifter 288, är en runsten vid Hågelby gård i Botkyrka kommun. Den är från mitten av 1000-talet och står nära ursprungsplatsen. 

## Inskrift
Translitterering av runraden:
sibi auk · iurun auk · þurkun · auk inkikirþr · þau : sustkyn ---(u) raisa · stain · þinsa · ibtiʀ · tia faþur sin auk| |kuþ(m)uþ · at bunta sin kuþ hialbi sial hans ·
Normalisering till runsvenska:
Sibbi ok Iorun ok Þorgunn ok Ingigærðr þau systkyn [let]u ræisa stæin þennsa æftiʀ Tiarva(?)/Diarf(?), faður sinn, ok Guðmoð at bonda sinn. Guð hialpi sial hans.
Översättning till nusvenska:
Sibbe och Jorun och Torgun och Ingegärd de syskonen läto resa denna sten efter Tjarve sin fader och Gudmod efter sin make. Gud hjälpe själ hans.

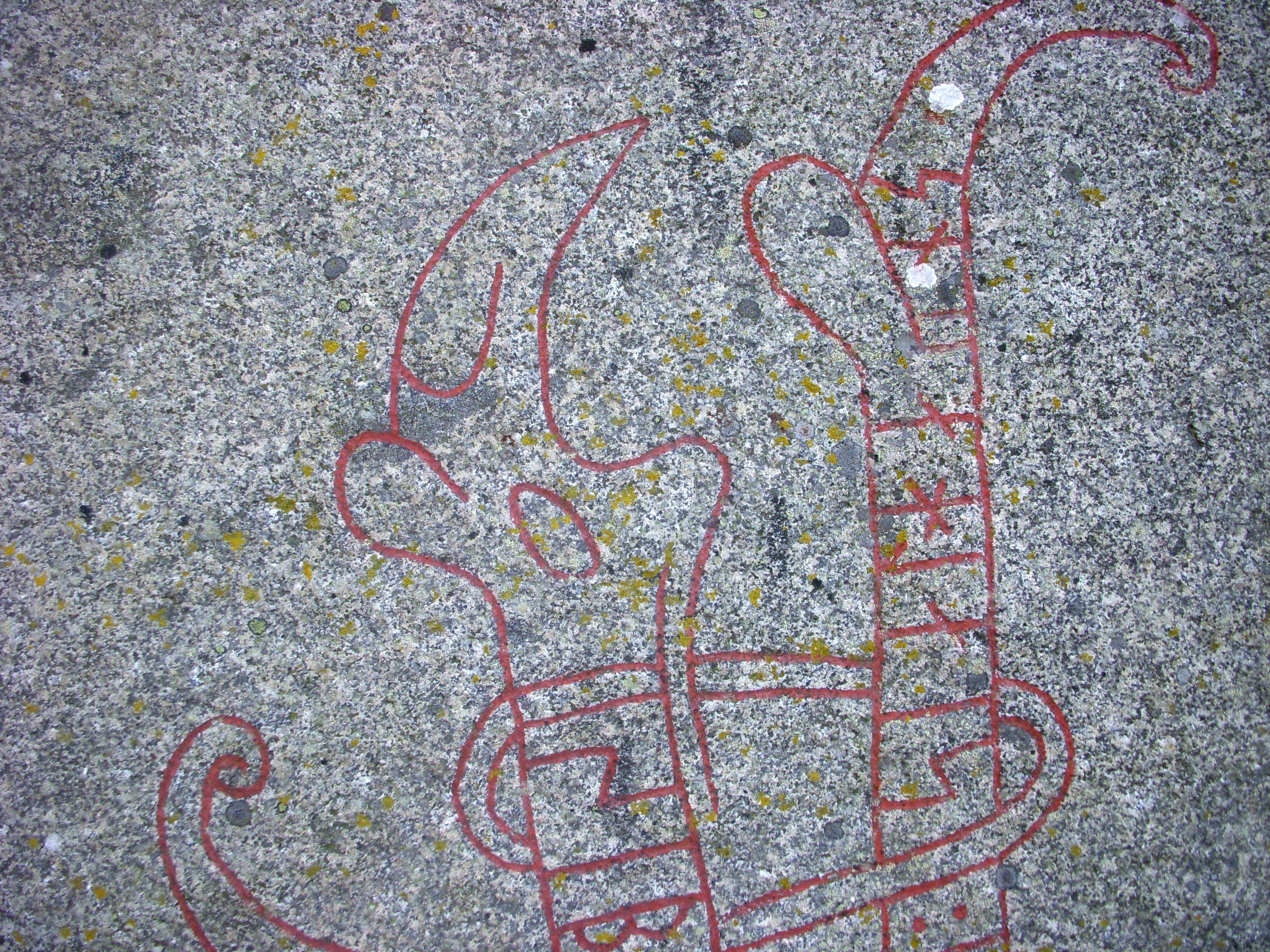
Detalj.

Namnet Tjarve förekommer även på den närbelägna runstenen Sö 305 i Uttran. Tjarve var inget vanligt namn och avståndet mellan stenarna är så pass litet (ca 3 km) att det är fullt möjligt att den Tjarve som nämns är samma person på båda stenarna. Stenen vid Hågelby har inget kors medan runstenen Sö 305 har kors. 

### Fotnoter
1. 1 2  Samnordisk runtextdatabas, Sö 288 $, 2014
2. ↑  Elias Wessén, Erik Brate, red (1924-1936). Sveriges runinskrifter. Bd 3, Södermanlands runinskrifter. Stockholm: KVHAA. http://www.raa.se/runinskrifter/sri_sodermanland_b03_h04_text_2b.pdf